# Скупштина Србије и Црне Горе
Скупштина Србије и Црне Горе је била највише представничко тело и носилац уставотворне и законодавне власти у Државној заједници Србији и Црној Гори. Парламент државне заједнице је био једнодоман и састојао се од 126 посланика, од којих је 91 био из Србије, а 35 из Црне Горе. Скупштина Србије и Црне Горе је основана фебруара 2003. године, стварањем Државне заједнице Србија и Црна Гора, усвајањем Уставне повеље у Савезној Скупштини СР Југославије, Скупштини Србије и Скупштини Црне Горе. Са престанком постојања Државне заједнице Србије и Црне Горе јуна 2006. и Скупштина Србије и Црне Горе је престала да постоји.

## Надлежност
Према Уставној повељи Србије и Црне Горе, Скупштина Србије и Црне Горе одлучује о Уставној повељи, као највишем правном акту Србије и Црне Горе, на начин утврђен Уставном повељом и доноси законе и друге акте о:
- институцијама основаним у складу с Уставном повељом и њиховом функционисању;
- примени међународног права и конвенција које утврђују обавезе о сарадњи Србије и Црне Горе са међународним судовима;
- проглашењу и укидању ратног стања, уз претходну сагласност скупштина држава чланица;
- војним питањима и одбрани;
- чланству Србије и Црне Горе, као субјекта међународног права, у међународним организацијама и о правима и обавезама који проистичу из тог чланства, уз претходну сагласност надлежних органа држава чланица;
- утврђивању граница Србије и Црне Горе, уз претходну сагласност скупштине државе чланице на чијој територији је та граница;
- питањима која се односе на стандардизацију, интелектуалну својину, мере и драгоцене метале и статистику;
- политици усељавања, давања азила, визног система и интегрисаном управљању пограничним пословима, у складу са стандардима Европске уније;
- ратификовању међународних уговора и споразума Србије и Црне Горе;
- годишњим приходима и расходима неопходним за финансирање надлежности поверених Србији и Црној Гори, на предлог надлежних органа држава чланица и Савета министара;
- спречавању и уклањању препрека слободном кретању људи, робе, услуга и капитала у оквиру Србије и Црне Горе;
- избору председника Србије и Црне Горе и Савета министара;
- застави, химни и грбу Србије и Црне Горе.

Скупштина Србије и Црне Горе обављала је и друге послове из надлежности Србије и Црне Горе, утврђене Уставном повељом.
Скупштина Србије и Црне Горе доносила је пословник о свом раду.

## Састав и избор
Скупштина Србије и Црне Горе била је једнодомна и чинило ју је 126 посланика, од којих је 91 био из Србије и 35 из Црне Горе.
Посланици Скупштине Србије и Црне Горе бирали су се из сваке државе чланице, у складу са европским и демократским стандардима, на основу закона држава чланица. Током прве две године по усвајању Уставне повеље било је предвиђено да се посланици се бирају посредно, сразмерно заступљености у Народној скупштини Републике Србије и Скупштини Републике Црне Горе.
На првим изборима посланици су се бирали из састава Народне скупштине Републике Србије, Скупштине Републике Црне Горе и Савезне скупштине. Према Уставној повељи, ако се у држави чланици у том периоду одрже парламентарни избори, састав њене делегације у Скупштини Србије и Црне Горе биће усаглашен сразмерно резултатима избора.
Уставном повељом је било предвиђено да се после овог почетног периода посланици Скупштине Србије и Црне Горе бирају се на непосредним изборима. Међутим до тога није дошло јер је државна заједница 2006. године престала да постоји.
Мандат посланика трајао је четири године.

### Председник и потпредседник Скупштине Србије и Црне Горе
Скупштина из реда посланика бирала је председника и потпредседника Скупштине Србије и Црне Горе, који нису могли бити из исте државе чланице.

### Неспојивост функција
Председник Скупштине Србије и Црне Горе и председник Србије и Црне Горе нису могли бити из исте државе чланице.

### Начин одлучивања
Скупштина Србије и Црне Горе одлуке је доносила већином гласова од укупног броја посланика, с тим да за одлуку гласа и већина од укупног броја посланика из сваке државе чланице.

### Слобода говора и имунитет
Посланик имао је слободу говора у Скупштини Србије и Црне Горе и уживао имунитет за изговорене речи и друга дела извршена у својству посланика.
Посланик није могао бити позван на одговорност, притворен или кажњен без одобрења Скупштине Србије и Црне Горе, осим ако је био затечен у вршењу кривичног дела за које је прописана казна затвора у трајању дужем од пет година.
Председник Србије и Црне Горе, чланови Савета министара и судије Суда Србије и Црне Горе уживали су имунитет као посланици.

### Право предлагања закона
Предлог закона Скупштини Србије и Црне Горе могао је поднети Савет министара, посланик и Скупштина државе чланице.